# PFK Ludogorec Razgrad
PFK Ludogorec 1945 Razgrad (bulharsky ПФК Лудогорец 1945 Разград) nebo jednoduše Ludogorec je bulharský fotbalový klub z města Razgrad, který byl založen v roce 1945. Svá domácí utkání hraje na stadionu Ludogorec Arena s kapacitou 8 000 míst. Klubové barvy jsou zelená a bílá. V sezóně 2024/25 se stal počtrnácté v řadě mistrem bulharské nejvyšší soutěže.

## Název
Ludogorec pochází ze jména regionu Ludogorie na severovýchodě Bulharska, ve kterém leží město Razgrad, a znamená bláznivý prales, i když původní význam je bližší vyjádření divoký prales.

## Historie
Klub byl založen v roce 1945 jako fúze dvou celků z Razgradu – Beli Lom a Botev. Pohyboval se v nižších fotbalových soutěžích. V roce 2006 zanikl.
18. 8. 2006 byl vzkříšen Aleksandarem Aleksandrovem a Vladimirem Dimitrovem pod názvem Ludogorie Razgrad. Roku 2002 byl přejmenován na FK Razgrad 2000.
V roce 2010 do klubu vstoupil bulharský magnát Kiril Domusčiev vlastnící farmaceutickou firmu Huvepharma a došlo k přejmenování na PFK Ludogorec 1945 Razgrad. Jeho cílem bylo přivést klub do nejvyšší bulharské ligy, což se povedlo hned v sezóně 2010/11. V následující sezóně 2011/12 nejenže Ludogorec vyhrál ligu (A Grupu), ale získal dokonce domácí double po výhře v bulharském fotbalovém poháru a navíc vyhrál i bulharský Superpohár. Stal se tak třetím bulharským klubem (po CSKA Sofia a Levski Sofia), kterému se to podařilo. V sezóně 2012/13 ligový titul obhájil, když v posledním kole předstihl Levski Sofia.

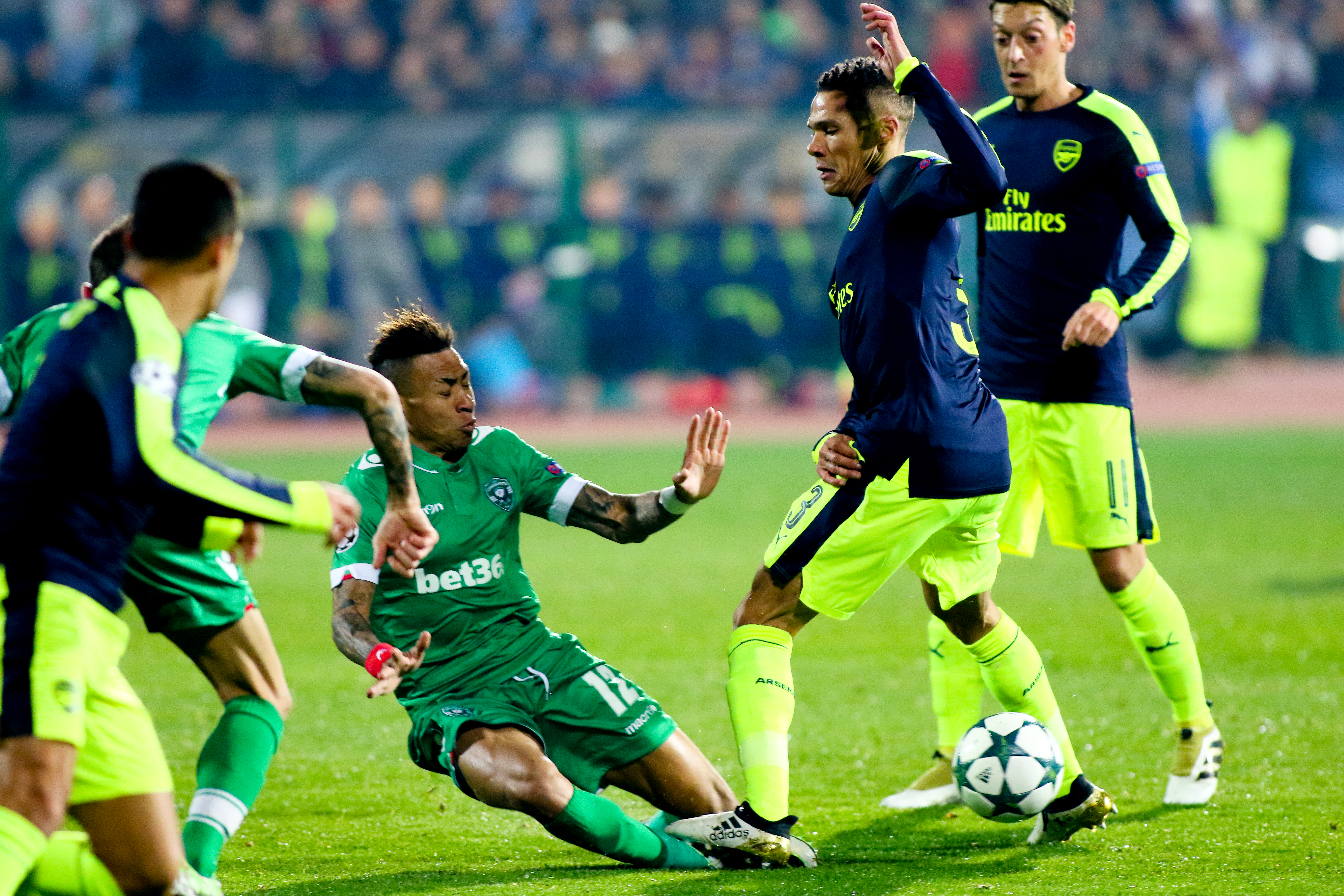
Momentka ze souboje s Arsenalem (2:3, 2016)

Dařilo se mu v evropských pohárech v ročníku 2013/14. Sice vypadl v play-off předkole Ligy mistrů se švýcarským FC Basilej, ale v základní skupině B Evropské ligy byl suverénní, vyhrál ji se ziskem 16 bodů (z 18 možných) a postoupil do jarní vyřazovací fáze. Za sebou nechal ukrajinský Černomorec Oděsa, nizozemský PSV Eindhoven a chorvatský Dinamo Záhřeb. Byl vyřazen v osmifinále španělským celkem Valencia CF po porážkách 0:3 a 0:1.
V sezoně 2014/15 postoupil poprvé ve své historii do základní skupiny elitní evropské pohárové soutěže - Ligy mistrů UEFA a jako první bulharský klub v historii v hlavní fázi bodoval (22. října 2014 výhra 1:0 nad švýcarským mužstvem FC Basilej v základní skupině D).
Stejný úspěch se mužstvu povedl i v sezóně 2016/17, kde ve skupině s Arsenalem, Paris Saint-Germain a FC Basilej skončil na 3. místě a pokračoval v sezóně v Evropské lize, kde v prvním kole jarní fáze nestačil na dánský tým FC Kodaň.

### Česká stopa
V lednu 2020 podepsal smlouvu s Ludogorecem Pavel Vrba. S týmem se probojoval do šestnáctifinále Evropské ligy, kde však byli vyřazeni Interem Milan. Na závěr sezony získal s mužstvem ligový titul. V ročníku 2020/21 vypadli ve 2. předkole Ligy mistrů s dánským Midtjyllandem, ale postoupili do základní skupiny Evropské ligy. Kvůli neuspokojivým výsledkům ve skupinové fázi byl odvolán a na jeho místo nastoupil Stanislav Genčev.

## Úspěchy
- 1. bulharská fotbalová liga: 13× vítěz (2011/12, 2012/13, 2013/14, 2014/15, 2015/16, 2016/17, 2017/18, 2018/19, 2019/20, 2019/20, 2020/21, 2021/22, 2022/23, 2023/24)[3]
- Bulharský fotbalový pohár: 3× vítěz (2011/12, 2013/14, 2022/23[11])
- Bulharský Superpohár: 5× vítěz (2012, 2014, 2018, 2019, 2021)

## Výsledky v evropských pohárech
| Sezóna  | Soutěž                         | Kolo              | Soupeř                | Doma         | Venku        | Celkem        | Postup        |
| ------- | ------------------------------ | ----------------- | --------------------- | ------------ | ------------ | ------------- | ------------- |
| 2012/13 | Liga mistrů UEFA               | 2. předkolo       | Dinamo Zagreb         | 1:1          | 2:3          | 3:4           | vyřazen       |
| 2013/14 | Liga mistrů UEFA               | 2. předkolo       | Slovan Bratislava     | 3:0          | 1:2          | 4:2           | postup        |
| 2013/14 | Liga mistrů UEFA               | 3. předkolo       | FK Partizan           | 2:1          | 1:0          | 3:1           | postup        |
| 2013/14 | Liga mistrů UEFA               | 4. předkolo       | FC Basel              | 2:4          | 0:2          | 2:6           | přesun do EL  |
| 2013/14 | Evropská liga UEFA             | Skupina B         | PSV Eindhoven         | 2:0          | 2:0          | 1. místo      | postup        |
| 2013/14 | Evropská liga UEFA             | Skupina B         | Dinamo Zagreb         | 3:0          | 2:1          | 1. místo      | postup        |
| 2013/14 | Evropská liga UEFA             | Skupina B         | Černomorec Oděsa      | 1:1          | 1:0          | 1. místo      | postup        |
| 2013/14 | Evropská liga UEFA             | Šestnáctifinále   | SS Lazio              | 3:3          | 1:0          | 4:3           | postup        |
| 2013/14 | Evropská liga UEFA             | Osmifinále        | Valencia CF           | 0:3          | 0:1          | 0:4           | vyřazen       |
| 2014/15 | Liga mistrů UEFA               | 2. předkolo       | F91 Dudelange         | 4:0          | 1:1          | 5:1           | postup        |
| 2014/15 | Liga mistrů UEFA               | 3. předkolo       | FK Partizan           | 0:0          | 2:2          | 2:2           | postup        |
| 2014/15 | Liga mistrů UEFA               | 4. předkolo       | FC Steaua București   | 1:0 PP       | 0:1          | 1:1, 6:5 pen. | postup        |
| 2014/15 | Liga mistrů UEFA               | Skupina B         | Real Madrid           | 1:2          | 0:4          | 4. místo      | vyřazen       |
| 2014/15 | Liga mistrů UEFA               | Skupina B         | Liverpool FC          | 2:2          | 1:2          | 4. místo      | vyřazen       |
| 2014/15 | Liga mistrů UEFA               | Skupina B         | FC Basel              | 1:0          | 0:4          | 4. místo      | vyřazen       |
| 2015/16 | Liga mistrů UEFA               | 2. předkolo       | FC Milsami Orhei      | 0:1          | 1:2          | 1:3           | vyřazen       |
| 2016/17 | Liga mistrů UEFA               | 2. předkolo       | FK Mladost Podgorica  | 2:0          | 3:0          | 5:0           | postup        |
| 2016/17 | Liga mistrů UEFA               | 3. předkolo       | FK Crvena zvezda      | 2:2          | 4:2 prodl.   | 6:4           | postup        |
| 2016/17 | Liga mistrů UEFA               | 4. předkolo       | FC Viktoria Plzeň     | 2:0          | 2:2          | 4:2           | postup        |
| 2016/17 | Liga mistrů UEFA               | Skupina A         | Paris Saint-Germain   | 1:3          | 2:2          | 3. místo      | přesun do EL  |
| 2016/17 | Liga mistrů UEFA               | Skupina A         | Arsenal FC            | 2:3          | 0:6          | 3. místo      | přesun do EL  |
| 2016/17 | Liga mistrů UEFA               | Skupina A         | FC Basel              | 0:0          | 1:1          | 3. místo      | přesun do EL  |
| 2016/17 | Evropská liga UEFA             | Šestnáctifinále   | FC København          | 1:2          | 0:0          | 1:2           | vyřazen       |
| 2017/18 | Liga mistrů UEFA               | 2. předkolo       | Žalgiris Vilnius      | 4:1          | 1:2          | 5:3           | postup        |
| 2017/18 | Liga mistrů UEFA               | 3. předkolo       | Hapoel Beerševa       | 3:1          | 0:2          | 3:3           | přesun do EL  |
| 2017/18 | Evropská liga UEFA             | 4. předkolo       | FK Sūduva             | 2:0          | 0:0          | 2:0           | postup        |
| 2017/18 | Evropská liga UEFA             | Skupina C         | TSG Hoffenheim        | 2:1          | 1:1          | 2. místo      | postup        |
| 2017/18 | Evropská liga UEFA             | Skupina C         | SC Braga              | 1:1          | 2:0          | 2. místo      | postup        |
| 2017/18 | Evropská liga UEFA             | Skupina C         | Istanbul Başakşehir   | 1:2          | 0:0          | 2. místo      | postup        |
| 2017/18 | Evropská liga UEFA             | Šestnáctifinále   | AC Milán              | 0:3          | 0:1          | 0:4           | vyřazen       |
| 2018/19 | Liga mistrů UEFA               | 1. předkolo       | Crusaders             | 7:0          | 2:0          | 9:0           | postup        |
| 2018/19 | Liga mistrů UEFA               | 2. předkolo       | MOL Fehérvár          | 0:0          | 0:1          | 0:1           | přesun do EL  |
| 2018/19 | Evropská liga UEFA             | 3. předkolo       | HŠK Zrinjski Mostar   | 1:0          | 1:1          | 2:1           | postup        |
| 2018/19 | Evropská liga UEFA             | 4. předkolo       | FC Torpedo Kutaisi    | 4:0          | 1:0          | 5:0           | postup        |
| 2018/19 | Evropská liga UEFA             | Skupina A         | Bayer 04 Leverkusen   | 2:3          | 1:1          | 4. místo      | vyřazen       |
| 2018/19 | Evropská liga UEFA             | Skupina A         | FC Zürich             | 1:1          | 0:1          | 4. místo      | vyřazen       |
| 2018/19 | Evropská liga UEFA             | Skupina A         | AEK Larnaka           | 0:0          | 1:1          | 4. místo      | vyřazen       |
| 2019/20 | Liga mistrů UEFA               | 1. předkolo       | Ferencvárosi TC       | 2:3          | 1:2          | 3:5           | přesun do EL  |
| 2019/20 | Evropská liga UEFA             | 2. předkolo       | Valur                 | 4:0          | 1:1          | 5:1           | postup        |
| 2019/20 | Evropská liga UEFA             | 3. předkolo       | The New Saints FC     | 5:0          | 4:0          | 9:0           | postup        |
| 2019/20 | Evropská liga UEFA             | 4. předkolo       | NK Maribor            | 0:0          | 2:2          | 2:2 (v)       | postup        |
| 2019/20 | Evropská liga UEFA             | Skupina H         | RCD Espanyol          | 0:1          | 0:6          | 2. místo      | postup        |
| 2019/20 | Evropská liga UEFA             | Skupina H         | Ferencvárosi TC       | 1:1          | 3:0          | 2. místo      | postup        |
| 2019/20 | Evropská liga UEFA             | Skupina H         | PFK CSKA Moskva       | 5:1          | 1:1          | 2. místo      | postup        |
| 2019/20 | Evropská liga UEFA             | Šestnáctifinále   | Inter Milán           | 0:2          | 1:2          | 1:4           | vyřazen       |
| 2020/21 | Liga mistrů UEFA               | 1. předkolo       | FK Sutjeska Nikšič    | hrán 1 zápas | 3:1          | 3:1           | postup        |
| 2020/21 | Liga mistrů UEFA               | 2. předkolo       | FC Midtjylland        | 0:1          | hrán 1 zápas |               | přesun do EL  |
| 2020/21 | Evropská liga UEFA             | 3. předkolo       | volný los             | volný los    | volný los    | volný los     | volný los     |
| 2020/21 | Evropská liga UEFA             | 4. předkolo       | FK Dynamo Brest       | hrán 1 zápas | 1:0          |               | postup        |
| 2020/21 | Evropská liga UEFA             | Skupina J         | Tottenham Hotspur FC  | 1:3          | 0:4          | 4. místo      | vyřazen       |
| 2020/21 | Evropská liga UEFA             | Skupina J         | Royal Antwerp FC      | 1:2          | 1:3          | 4. místo      | vyřazen       |
| 2020/21 | Evropská liga UEFA             | Skupina J         | LASK Linz             | 1:3          | 3:4          | 4. místo      | vyřazen       |
| 2021/22 | Liga mistrů UEFA               | 1. předkolo       | FK Šachtěr Salihorsk  | 1:0          | 1:0          | 2:0           | postup        |
| 2021/22 | Liga mistrů UEFA               | 2. předkolo       | NŠ Mura               | 3:1          | 0:0          | 3:1           | postup        |
| 2021/22 | Liga mistrů UEFA               | 3. předkolo       | Olympiakos Pireus     | 3:2          | 1:1          | 4:3           | postup        |
| 2021/22 | Liga mistrů UEFA               | 4. předkolo       | Malmö FF              | 2:1          | 0:2          | 2:3           | přesun do EL  |
| 2021/22 | Evropská liga UEFA             | Skupina F         | FK Crvena zvezda      | 0:1          | 0:1          | 4. místo      | vyřazen       |
| 2021/22 | Evropská liga UEFA             | Skupina F         | SC Braga              | 0:1          | 2:4          | 4. místo      | vyřazen       |
| 2021/22 | Evropská liga UEFA             | Skupina F         | FC Midtjylland        | 0:0          | 1:1          | 4. místo      | vyřazen       |
| 2022/23 | Liga mistrů UEFA               | 1. předkolo       | FK Sutjeska Nikšić    | 2:0          | 1:0          | 3:0           | postup        |
| 2022/23 | Liga mistrů UEFA               | 2. předkolo       | Shamrock Rovers       | 3:0          | 1:2          | 4:2           | postup        |
| 2022/23 | Liga mistrů UEFA               | 3. předkolo       | Dinamo Zagreb         | 1:2          | 2:4          | 3:6           | přesun do EL  |
| 2022/23 | Evropská liga UEFA             | 4. předkolo       | Žalgiris Vilnius      | 1:0          | 3:3          | 4:3           | postup        |
| 2022/23 | Evropská liga UEFA             | Skupina C         | Betis Sevilla         | 0:1          | 2:3          | 3. místo      | přesun do EKL |
| 2022/23 | Evropská liga UEFA             | Skupina C         | AS Řím                | 2:1          | 1:3          | 3. místo      | přesun do EKL |
| 2022/23 | Evropská liga UEFA             | Skupina C         | HJK Helsinky          | 2:0          | 1:1          | 3. místo      | přesun do EKL |
| 2022/23 | Evropská konferenční liga UEFA | Předkolo play-off | RSC Anderlecht        | 1:0          | 1:3          | 2:3           | vyřazen       |
| 2023/24 | Liga mistrů UEFA               | 1. předkolo       | Ballkani              | 4:0          | 0:2          | 4:2           | postup        |
| 2023/24 | Liga mistrů UEFA               | 2. předkolo       | NK Olimpija Ljubljana | 1:1          | 1:2          | 2:3           | přesun do EL  |
| 2023/24 | Evropská liga UEFA             | 3. předkolo       | FC Astana             | 5:1          | 1:2          | 6:3           | postup        |
| 2023/24 | Evropská liga UEFA             | Předkolo play-off | AFC Ajax              | 1:4          | 1:0          | 2:4           | přesun do EKL |
| 2023/24 | Evropská konferenční liga UEFA | Skupina H         | FC Spartak Trnava     | 4:0          | 2:1          | 2. místo      | postup        |
| 2023/24 | Evropská konferenční liga UEFA | Skupina H         | FC Nordsjælland       | 1:0          | 1:7          | 2. místo      | postup        |
| 2023/24 | Evropská konferenční liga UEFA | Skupina H         | Fenerbahçe SK         | 2:0          | 1:3          | 2. místo      | postup        |
| 2023/24 | Evropská konferenční liga UEFA | Předkolo play-off | Servette FC           | 0:1          | 0:0          | 0:1           | vyřazen       |
| 2024/25 | Liga mistrů UEFA               | 1. předkolo       | FC Dinamo Batumi      | 3:1          | 0:1          | 3:2           | postup        |
| 2024/25 | Liga mistrů UEFA               | 2. předkolo       | FK Dinamo Minsk       | 2:0          | 0:1          | 2:1           | postup        |
| 2024/25 | Liga mistrů UEFA               | 3. předkolo       | FK Karabach           | 2:7          | 2:1          | 4:8           | přesun do EL  |
| 2024/25 | Evropská liga UEFA             | 4. předkolo       | FC Petrocub Hîncești  | 4:0          | 2:1          | 6:1           | postup        |
| 2024/25 | Evropská liga UEFA             | Hrací den 1       | SK Slavia Praha       | 0:2          | hrán 1 zápas | 33. místo     | vyřazen       |
| 2024/25 | Evropská liga UEFA             | Hrací den 2       | FC Viktoria Plzeň     | hrán 1 zápas | 0:0          | 33. místo     | vyřazen       |
| 2024/25 | Evropská liga UEFA             | Hrací den 3       | RSC Anderlecht        | hrán 1 zápas | 0:2          | 33. místo     | vyřazen       |
| 2024/25 | Evropská liga UEFA             | Hrací den 4       | AC Bilbao             | 1:2          | hrán 1 zápas | 33. místo     | vyřazen       |
| 2024/25 | Evropská liga UEFA             | Hrací den 5       | SS Lazio              | hrán 1 zápas | 0:0          | 33. místo     | vyřazen       |
| 2024/25 | Evropská liga UEFA             | Hrací den 6       | AZ Alkmaar            | 2:2          | hrán 1 zápas | 33. místo     | vyřazen       |
| 2024/25 | Evropská liga UEFA             | Hrací den 7       | FC Midtjylland        | 0:2          | hrán 1 zápas | 33. místo     | vyřazen       |
| 2024/25 | Evropská liga UEFA             | Hrací den 8       | Olympique Lyon        | hrán 1 zápas | 1:1          | 33. místo     | vyřazen       |
| 2025/26 | Liga mistrů UEFA               | 1. předkolo       | FK Dinamo Minsk       |              |              |               |               |

## Umístění v jednotlivých sezónách
Umístění od sezóny 2009/10
| Sezóna  | DOMÁCÍ SOUTĚŽ             | DOMÁCÍ SOUTĚŽ | DOMÁCÍ SOUTĚŽ | DOMÁCÍ SOUTĚŽ | DOMÁCÍ SOUTĚŽ | DOMÁCÍ SOUTĚŽ | DOMÁCÍ SOUTĚŽ | DOMÁCÍ SOUTĚŽ | DOMÁCÍ SOUTĚŽ | DOMÁCÍ SOUTĚŽ |            | DOMÁCÍ POHÁRY | DOMÁCÍ POHÁRY    |                 | EVROPSKÉ POHÁRY | EVROPSKÉ POHÁRY |
| Sezóna  | Soutěž                    | Úroveň        | Z             | V             | R             | P             | VG            | OG            | B             | Umístění      | Pohár      | Superpohár    | Liga mistrů      | Evropská liga   |                 |                 |
| 2009/10 | Třetí liga - severovýchod | 3.            | 34            | 26            | 2             | 6             | 79            | 28            | 80            | 2.            | neúčast    | neúčast       | neúčast          | neúčast         |                 |                 |
| 2010/11 | B grupa - východ          | 2.            | 24            | 12            | 8             | 4             | 38            | 16            | 44            | 1.            | 2. kolo    | neúčast       | neúčast          | neúčast         |                 |                 |
| 2011/12 | A grupa                   | 1.            | 30            | 22            | 4             | 4             | 73            | 16            | 70            | 1.            | vítěz      | neúčast       | neúčast          | neúčast         |                 |                 |
| 2012/13 | A grupa                   | 1.            | 30            | 22            | 6             | 2             | 58            | 13            | 72            | 1.            | 2. kolo    | vítěz         | 2. předkolo      | neúčast         |                 |                 |
| 2013/14 | A grupa                   | 1.            | 38            | 25            | 9             | 4             | 74            | 20            | 84            | 1.            | vítěz      | prohra        | 4. předkolo      | osmifinále      |                 |                 |
| 2014/15 | A grupa                   | 1.            | 32            | 18            | 9             | 5             | 63            | 24            | 63            | 1.            | semifinále | vítěz         | základní skupina | neúčast         |                 |                 |
| 2015/16 | A grupa                   | 1.            | 32            | 21            | 7             | 4             | 55            | 21            | 70            | 1.            | 3. kolo    | prohra        | 2. předkolo      | neúčast         |                 |                 |
| 2016/17 | Părva liga                | 1.            | 36            | 25            | 8             | 3             | 87            | 28            | 83            | 1.            | finále     | zrušeno       | základní skupina | šestnáctifinále |                 |                 |
| 2017/18 | Părva liga                | 1.            |               |               |               |               |               |               |               |               |            |               | prohra           |                 | 3. předkolo     |                 |

Poznámka: Od sezóny 2016/17 změnily 2 nejvyšší bulharské ligy své názvy z A grupa a B grupa na Părva liga, respektive Vtora liga.